# Yannick Stephan
Pour les articles homonymes, voir Stephan.
Yannick Stephan, née le 24 février 1939 à La Rochelle, est une ancienne internationale française de basket-ball.

## Club
Parcours joueuse
- 1946-1954 :  Rupella la Rochelle
- 1954-1963 :  Toulouse AC
- 1963-1979 :  Montceau les Mines

Parcours entraîneur
- ? - 1979 :  Montceau les Mines
- 1980 - 1983 :   Clermont UC
- Cosne sur Loire
- 1973 et 1975 : Équipe de France juniors féminines

## Palmarès

### Club
parcours joueuse
- Championne de France 1966, 1967
- Championne de France de N2

parcours entraîneur
- Championne de France : 1981
- Championne de France juniors : 1971

### Sélection nationale
Championnat du monde 
- 10e du Championnat du monde 1964,  Pérou

Championnat d'Europe
- 4e du Championnat d'Europe 1972,  Bulgarie
- 11e du Championnat d'Europe 1968,  Italie
- 11e du Championnat d'Europe 1966,  Roumanie
- 10e du Championnat d'Europe 1964,  Hongrie
- 8e du Championnat d'Europe 1962,  France
- 6e du Championnat d'Europe 1958,  Tchécoslovaquie

Autres
- Début en Équipe de France le 23 novembre 1957 à Gand contre la Belgique
- Dernière sélection le 16 octobre 1972 à Varna contre la Hongrie

## Distinction personnelle
- Académie du basket-ball français  : 2007
- Médaille d'or de la Fédération française de basket-ball